# Sabeco (producător de bere)
Saigon Beer-Alcohol-Beverage Corporation (în vietnameză Tổng Công ty Cổ phần Bia – Rượu – Nước giải khát Sài Gòn, în traducere „Societatea pe Acțiuni Bere – Vin – Băuturi răcoritoare Saigon”), cunoscută, de asemenea, prin abrevierea Sabeco (stilizată uneori prin scrierea cu majuscule), este o companie producătoare de bere, băuturi alcoolice și băuturi răcoritoare nealcoolice, cu sediul în orașul Ho Și Min (Vietnam). Ea este considerată, în funcție de capitalizarea de piață, cea mai mare companie producătoare de bere din Vietnam, precum și a treia cea mai mare companie alimentară din țară după Vinamilk⁠(d) și Masan Group⁠(d).
Sabeco are o lungă istorie, fiind înființată în 1875 ca o mică fabrică franceză în perioada stăpânirii coloniale a Vietnamului⁠(d). A devenit ulterior o întreprindere de stat și a fost restructurată ca o companie publică în 2008, listată la Bursa de Valori din Ho Și Min⁠(d) la sfârșitul anului 2016 și preluată în majoritate de grupul thailandez ThaiBev un an mai târziu. Principalele mărci de bere produse sunt Bia Saigon și 333⁠(d).

## Istoric

### Sub conducere franceză
Istoria fabricii de bere din Saigon începe în primele etape ale dominației coloniale franceze⁠(d): în jurul anului 1875 tânărul Victor Larue a ajuns în colonia Cochinchina ca mecanic pentru Marina Franceză. El s-a stabilit în zona Saigon-Chợ Lớn⁠(d) și a fondat aici – probabil după încheierea serviciului militar în 1879 – o mică fabrică pentru producerea de gheață și băuturi răcoritoare și carbogazoase. Curând a început să producă și bere, pe care a vândut-o sub numele de Bière Royale, având pe etichetă un logo cu imaginea unui tigru. Băuturile sale au devenit rapid foarte populare în rândul ofițerilor coloniali care sufereau din cauza climatului tropical. Începând din 1880 Victor Larue a fost ajutat de fratele său mai mic, Gabriel. După subjugarea finală a Imperiului Vietnamez⁠(d) în Războiul din Tonkin⁠(d), compania, numită acum Établissements Larue, s-a extins din 1885 în orașele Hanoi, Haiphong și Tourane (Đà Nẵng) din Vietnam, precum și în orașul Phnom Penh din Cambodgia.
În anii 1909/1910, unitatea de producție de la Saigon-Chợ Lớn, care atinsese limita capacității, a fost extinsă într-o fabrică de bere mare și modernă și o fabrică de gheață⁠(d). Berea a putut fi produsă acum pentru prima dată la scară industrială. După moartea lui Victor Larue, afacerea a fost preluată de casa comercială Denis frères⁠(d). Noii proprietari au decis în septembrie 1927 fuziunea fabricii de bere din Saigon cu fabrica de bere Hommel din Hanoi pentru a forma societatea Brasseries et Glacières d'Indochine⁠(d) (BGI, Fabrici de bere și de gheață din Indochina). În deceniile care au urmat, BGI a devenit cel mai important producător de băuturi din Imperiul colonial francez. Pe lângă marca Bière Larue, fabrica din Saigon a fabricat, de asemenea, bere sub marca 33 Export.
Odată cu sfârșitul stăpânirii coloniale franceze ca urmare a Războiului din Indochina din 1954, sucursalele societății din Vietnamul de Nord au fost pierdute; sediul principal din Saigon și filiala din Đà Nẵng se aflau pe teritoriul Vietnamului de Sud și au rămas sub administrarea companiei franceze. BGI a continuat să fie cea mai mare fabrică de bere din țară, având aproximativ 4.000 de angajați. În timpul Războiului din Vietnam, berea 33 (pronunțată Ba Muoi Ba) a fost o marcă locală populară în rândul militarilor americani.

### Întreprindere de stat
Toate companiile din Vietnamul de Sud au fost naționalizate după căderea Saigonului în 1975 și reunificarea Vietnamului. Fabricile de bere din Vietnamul de Sud au fuzionat în cadrul întreprinderii de stat Compania de Bere din Sud (Công ty Rượu Bia Miền Nam). Unitatea de producție din Saigon a fost reorganizată în 1977 ca Fabrica Bere Saigon (Nhà máy Bia Sài Gòn, în engleză BSG Factory). În anii economiei planificate, industria berii din Vietnam a fost influențată în general de industria cehă, datorită existenței unei cooperări strânse între Vietnam și Cehoslovacia în cadrul Consiliului de Ajutor Economic Reciproc. Fabrica de bere din Saigon producea în 1977 doar 215.000 de hectolitri anual. În 1985 fabrica a produs și comercializat prima cutie de bere⁠(d).
Începând din 1986 au fost inițiate în Vietnam o serie de reforme economice sub sloganul Đổi Mới⁠(d), care au urmărit crearea unei economii socialiste de piață⁠(d). Întreprinderile puteau acum să-și exporte produsele și în țările occidentale, ceea ce a dus la o creștere semnificativă a producției. La începutul anului 1992 a fost pusă în funcțiune o nouă linie de producție la fabrica de bere din Saigon. Au început să fie folosite rezervoare de plastic în locul celor din lemn. Viteza de îmbuteliere a crescut la 30.000 de sticle pe oră. Ca urmare a faptului că drepturile asupra mărcilor originale de bere Bière Larue și 33 Export au fost transferate de BGI grupului Heineken, berea produsă în Vietnam a fost vândută acum sub mărcile 333 (pronunțată Ba Ba Ba) și Bia Saigon (Saigon Lager).
În 1993 fabrica de bere din Saigon a fuzionat cu fabrica de gheață vecină și cu fabrica producătoare a dozelor metalice, fiind formată astfel Compania Bere Saigon (Công ty Bia Sài Gòn). Noile mărci Saigon Export și Saigon Special au fost introduse în 1996 și, respectiv, 1999.

### Formarea Sabeco și lansarea unei OPI
În anul 2003 a fost format Grupul Sabeco prin fuziunea fabricii de bere Saigon, fabricii de băuturi spirtoase Bình-Tây, fabricii de băuturi răcoritoare Chương-Dương, fabricii de producție de sticle Phú-Thọ și companiei de comerț cu bere și alcool din Saigon. Întreprinderea de stat a fost transformată în 2008 într-o societate pe acțiuni (joint-stock company). În același an a intrat în funcțiune o nouă fabrică de bere modernă la scară largă în districtul rural Củ Chi⁠(d). Sabeco a lansat o ofertă publică inițială în anul 2008.
Piața berii din Vietnam era dominată în anul 2010 de trei mari întreprinderi, care aveau împreună o cotă de piață de 95%: principala companie era Sabeco (cu o cotă de piață de 51,4%), concuratî de Vietnam Brewery Limited (VBL, 29,7%), un joint-venture al Asia Pacific Breweries⁠(d) din Singapore și Saigon Trading Group (Satra), care producea și vindea bere Heineken⁠(d), Tiger Beer⁠(d) și Bière Larue în Vietnam, și Habeco⁠(d) (deținută de Ministerul Industriei și Comerțului) (13,9%). Vânzările de bere ale companiei Sabeco au ajuns în 2011 la 1,2 miliarde de litri (în creștere cu 9% față de 2010), în timp ce vânzările concurentului Habeco au ajuns la doar 415,66 milioane litri (în creștere cu 2,9%).
Ministerul Comerțului și Industriei din Vietnam deținea în septembrie 2012 aproape 89,59% din acțiunile grupului Sabeco, precum și majoritatea acțiunilor la concurentul Habeco⁠(d). Conducerea Ministerului a anunțat în iulie 2012 că nu intenționează încă să renunțe la controlul asupra companiilor producătoare de bere și că dorea să continue să le administreze. Nguyễn Bá Thi, fostul președinte al consiliului de administrație al companiei Sabeco, care a fost concediat în mai 2012, a spus că Ministerul se amesteca prea mult în gestionarea companiei.
În septembrie 2012 existau cinci companii internaționale care erau interesate să investească în Sabeco. Heineken, SAB Miller, Kirin⁠(d), Asahi și San Miguel și-au exprimat interesul pentru a cumpăra acțiuni sau a deveni un partener strategic.

### Preluarea de către ThaiBev
În decembrie 2016, Sabeco a fost listată pe Bursa de Valori din Ho și Min⁠(d) (HOSE), având simbolul bursier SAB. Un an mai târziu, în decembrie 2017, Ministerul vietnamez al Industriei și Comerțului (MOIT), care deținea până atunci aproximativ 90% din acțiuni, a vândut o participație de aproape 54% din Sabeco grupului thailandez de băuturi alcoolice ThaiBev (care produce, printre altele, berea Chang) pentru o sumă de 4,84 miliarde de dolari americani.
Această operațiune comercială a reprezentat cea mai mare privatizare a unei companii din Vietnam. Întrucât reglementările Ministerului de Finanțe vietnamez limita participațiile străine la maximum 49%, grupul Sabeco a fost vândut către holdingul⁠(d) independent Vietnam Beverage Co Ltd (VietBev), înființat special în acest scop, care împrumutase banii necesari de la o companie subsidiară a ThaiBev. Anterior alte grupuri internaționale din industria berii își arătaseră interesul pentru preluarea Sabeco, dar s-au retras de la licitație din cauza reglementărilor guvernamentale stricte. Cota companiei pe piața berii din Vietnam scăzuse în perioada achiziției la aproape 40%. Vietnam Beverage (VietBev) era deținut de Vietnam F&B Alliance Investment Company, o companie de investiții deținută în proporție de 49% de BeerCo Limited, o subsidiară a grupului thailandez Thai Bev.
Preluarea nu a fost lipsită de probleme. Mulți vietnamezi au considerat această vânzare ca fiind sfârșitul unei companii tradiționale vietnameze; prin urmare, vânzările s-au prăbușit semnificativ la început. A existat și o dispută cu privire la componența noului consiliu de administrație, deoarece guvernul vietnamez i-a respins inițial pe candidații propuși de ThaiBev. Un economist vietnamez independent a criticat guvernul pentru vânzarea către o corporație străină a participației majoritare deținute de stat în cadrul companiei și pentru faptul că și-a dat seama abia atunci că a pierdut controlul asupra conducerii companiei.
Cu toate acestea, după depășirea crizei inițiale, preluarea, care era riscantă pentru ambele părți, a început să dea roade. Sub conducerea thailandeză, Sabeco a reușit să crească semnificativ vânzările și a obținut aproape jumătate din vânzările totale ale grupului ThaiBev la începutul anului 2019. Guvernul vietnamez a fost de acord, de asemenea, cu o majoritate a candidaților propuși de ThaiBev în consiliul de administrație, deschizând astfel calea pentru preluarea completă a companiei. În decembrie 2018 s-a anunțat eliminarea plafonului impus investițiilor străine în Vietnam, ceea ce a avut ca efect preluarea integrală în ianuarie 2019 a holdingului VietBev de către BeerCo Limited printr-un schimb al creanțelor cu acțiuni⁠(d), făcând ca participația companiei BeerCo Limited să crească la 99,39%. O lună mai târziu, ThaiBev și-a anunțat intenția de achiziționare de acțiuni ale Sabeco pentru a ajunge la o participație de 99% în cadrul companiei.
ThaiBev a achiziționat până în prezent, printr-o subsidiară, doar 53,59% din acțiunile Sabeco, iar guvernul Vietnamului deține, prin intermediul Vietnam State Capital Investment Corporation, o participație de aproape 36%. Restul de 10,4% continuă să fie tranzacționat pe Bursa de Valori din Ho și Min⁠(d) (HOSE).
Guvernul vietnamez a considerat ulterior preluarea Sabeco ca un model de privatizare de succes și a încercat să vândă într-un mod similar un pachet majoritar de acțiuni la fabrica de bere de stat HABECO⁠(d) (Bere Hanoi) către grupul danez Carlsberg.

### Extindere
În anii următori cota de piață a companiei Sabeco pe piața vietnameză a berii s-a menținut la 40%. Producătorul de bere deținea, în anul 2022, un număr de 26 de fabrici în Vietnam, cu o capacitate totală de producție de 22 de milioane de hectolitri pe an (dintr-o producție națională de bere de 61,2 milioane de hectolitri). Cifra de afaceri a companiei Sabeco a fost în acel an de aproape 35 de trilioane VND (1,49 miliarde de dolari), în creștere cu 32% față de anul anterior, iar profitul net a fost de aproape 5,5 trilioane VND (aprox. 234,6 milioane dolari), în creștere cu 40% față de anul anterior și la cel mai înalt nivel de când a fost achiziționat de grupul ThaiBev.
Compania și-a restructurat afacerile, prin fuziuni și achiziții, pentru a deveni un producător de bere internațional. Astfel, ea a achiziționat prin majorări de capital în anul 2023 două companii cu pierderi: Saigon Binh Tay Beer Group JSC (Sabibeco Group) și Saigon Packaging Group JSC, care au devenit subsidiare ale Sabeco, iar prin aceste tranzacții numărul subsidiarelor Sabeco a crescut la 27. Sabeco deținea la sfârșitul anului 2022 un pachet de 21,8% din acțiunile Grupului Sabibeco, companie care înregistrase pierderi nete de 107 miliarde VND (4,54 milioane USD) și 80 miliarde VND (3,39 milioane USD) în 2020 și, respectiv, 2021, în perioada de vârf a pandemiei de COVID-19, și efectuase la sfârșitul anului 2022 investiții de capital de 50 miliarde VND (2,12 milioane USD) la Saigon Packaging Group, companie care înregistrase pierderi nete de 86 miliarde VND (3,65 milioane USD) și, respectiv, 130 miliarde VND (5,51 milioane USD) în 2020 și, respectiv, 2021.

## Situatia pieței
Vietnamul este una dintre piețele de bere cu cea mai rapidă creștere din lume. Consumul de bere pe cap de locuitor ocupă locul 3 în Asia, după Japonia și China.
Patru grupuri de fabrici de bere dețineau aproximativ 90% din piață în anul 2018. Sabeco/ThaiBev vinde 1,796 milioane litri și are o cotă de piață de 40%, fiind cea mai mare fabrică de bere și dominând vânzările din sudul țării. În nord, HABECO (Hanoi) are o acoperire similară a pieței. Cel mai mare producător din centrul Vietnamului este Hue Brewery, care comercializează marca Huda. Atât HABECO, cât și Hue cooperează cu Carlsberg. Grupul Heineken domină segmentul premium cu mărcile sale Heineken și Tiger Beer⁠(d) și produce, de asemenea, fosta marcă din Saigon Biere Larue în Đà Nẵng.
La nivel internațional, Sabeco este activă în peste 30 de țări, în special în Asia de Est și Pacific⁠(d), precum și în America de Nord, Africa de Vest și Europa. Sabeco sponsorizează în Europa clubul englez de fotbal Leicester City.

## Produse
Sabeco produce mărcile de bere 333 Export⁠(d) (5,3% alcool) și Bia Saigon. Acesta din urmă este vândută în următoarele sortimente: Saigon Lager (4%; etichetă verde cu alb), Saigon Special (4,9%; etichetă verde), Saigon Export (4,9%; etichetă roșu cu alb) și Saigon Gold („bere lager premium” cu 5%). Cu excepția sortimentelor mai scumpe (Special, Gold), toate berile sunt preparate cu o proporție de orez.
Compania vinde, de asemenea, mai multe sortimente de băuturi răcoritoare și apă minerală sub marca Chương Dương. Sunt produse și băuturi alcoolice mai tari, precum mărcile Nàng Hương (vodcă și alte băuturi spirtoase), Vina Vodka (vodcă), Napoleon (coniac), Caravelle Red Rhum (rom) și Rượu Đế (lichior de orez).

## Promovare
Compania Sabeco a alocat sume mari de bani pentru publicitate și promovare, după achiziționarea ei de către grupul thailandez ThaiBev, într-o încercare de creștere a cotei de piață. Astfel, potrivit un comunicat propriu, ea a cheltuit în 2022 peste 3 trilioane VND (127,94 milioane de dolari), o sumă mai mare cu 40% față de cea cheltuită în anul anterior și dublă față de cea cheltuită în 2019.
La începutul lunii august 2018 clubul de fotbal englez Leicester City, deținut în acea vreme de omul de afaceri thailandez Vichai Srivaddhanaprabha, a încheiat un acord de sponsorizare cu Sabeco prin care berea Bia Saigon devenea sponsor al clubului în sezonul 2018–2019 pentru o sumă anuală cuprinsă între 2,5 și 3 milioane de lire sterline, iar logo-ul ei urma să fie înscripționat pe mânecile noilor tricouri ale echipei. Clubul englez a semnat în aceeași lună un acord de parteneriat cu concernul ThaiBev prin care berea Chang a devenit bere parteneră exclusivă pe King Power Stadium. Acordul companiei Sabeco cu Leicester City a fost prelungit în fiecare an, fiind încă în vigoare în 2022.
Compania Sabeco a sponsorizat, de asemenea, delegația vietnameză la Jocurile SEA din 2019, precum și alte evenimente sportive locale precum Campionatul Național de Maraton Tien Phong 2020 și evenimente internaționale, precum Cupa Suzuki AFF 2018, care a avut loc în Vietnam. În iunie 2022 Sabeco a semnat un memorandum de înțelegere cu Ministerul Culturii, Sportului și Turismului din Vietnam privind promovarea sportului național și stabilirea Vietnamului ca o destinație turistică culturală și culinară atractivă pentru vizitatorii interni și internaționali. Prin acel acord, compania și-a asumat angajamentul de a sprijini dezvoltarea a 30 de terenuri de fotbal (în special în zone îndepărtate) pentru a oferi oportunități sportive și de sănătate tinerilor vietnamezi.

## Galerie

Produse ale companiei Sabeco
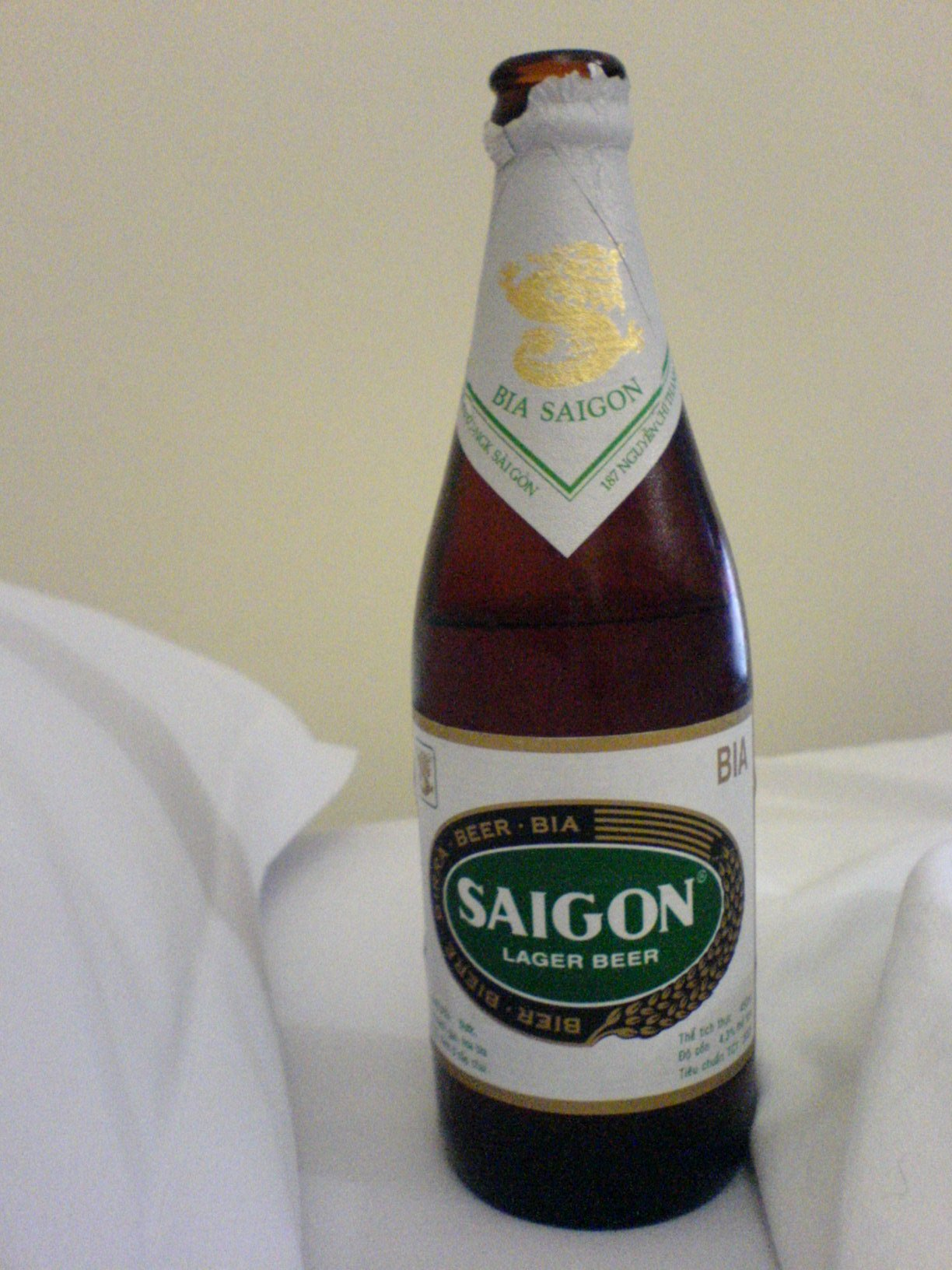
Saigon Lager
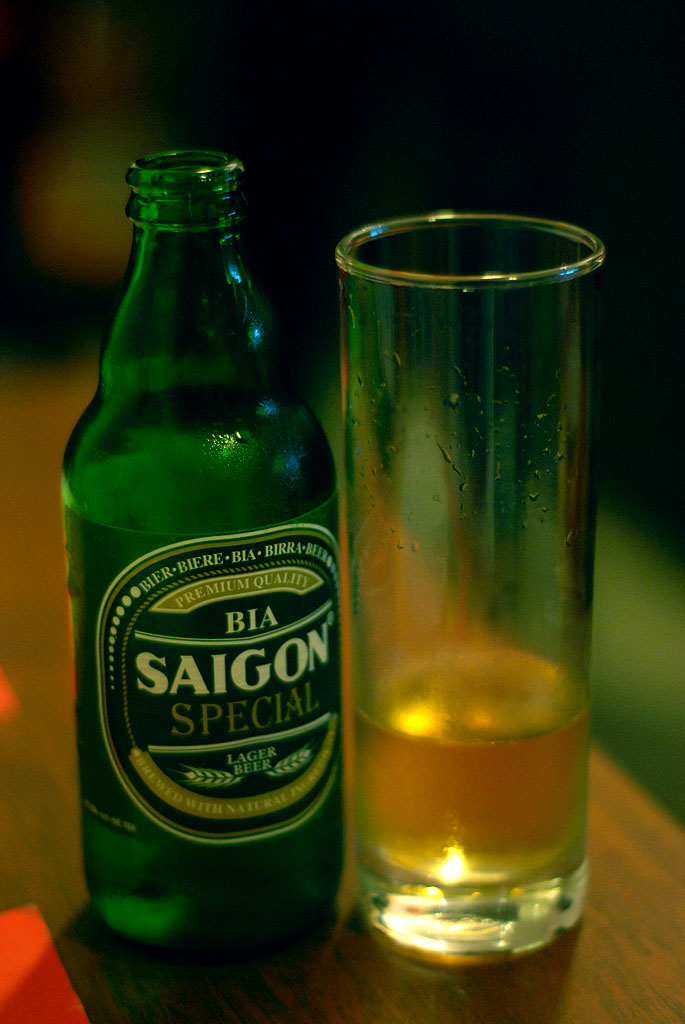
Saigon Special
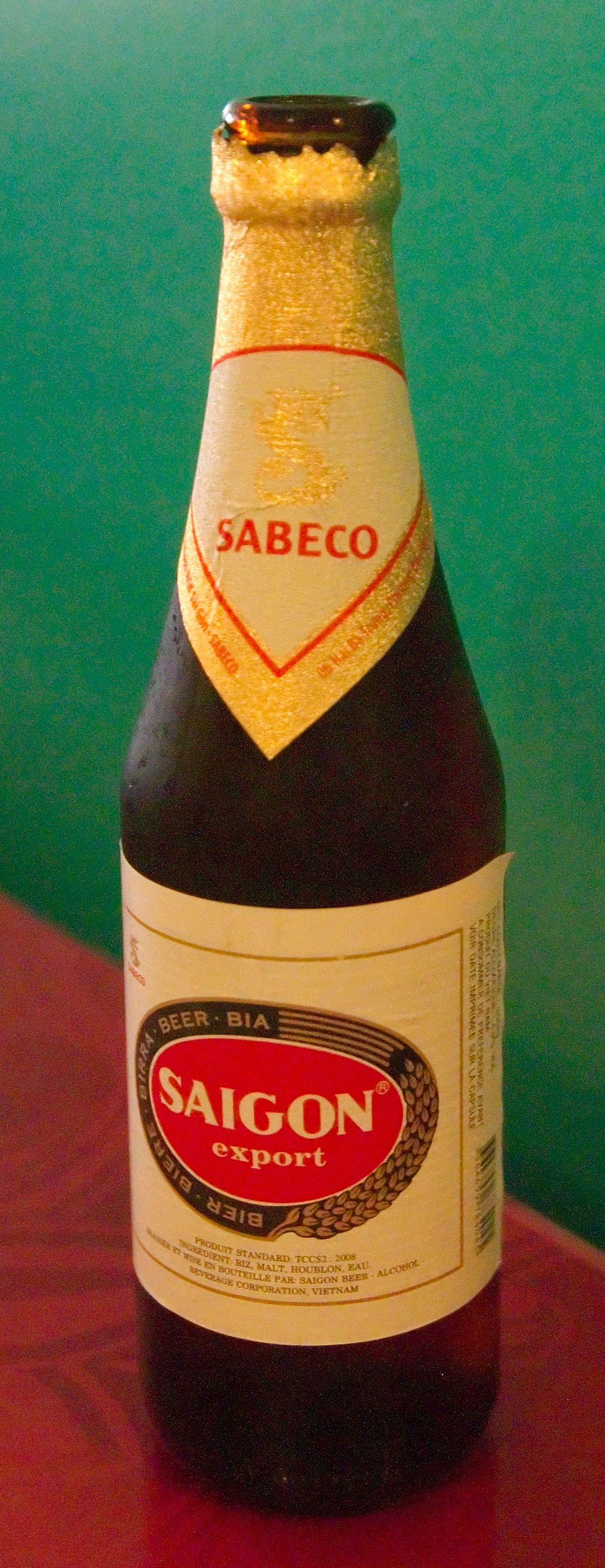
Saigon Export
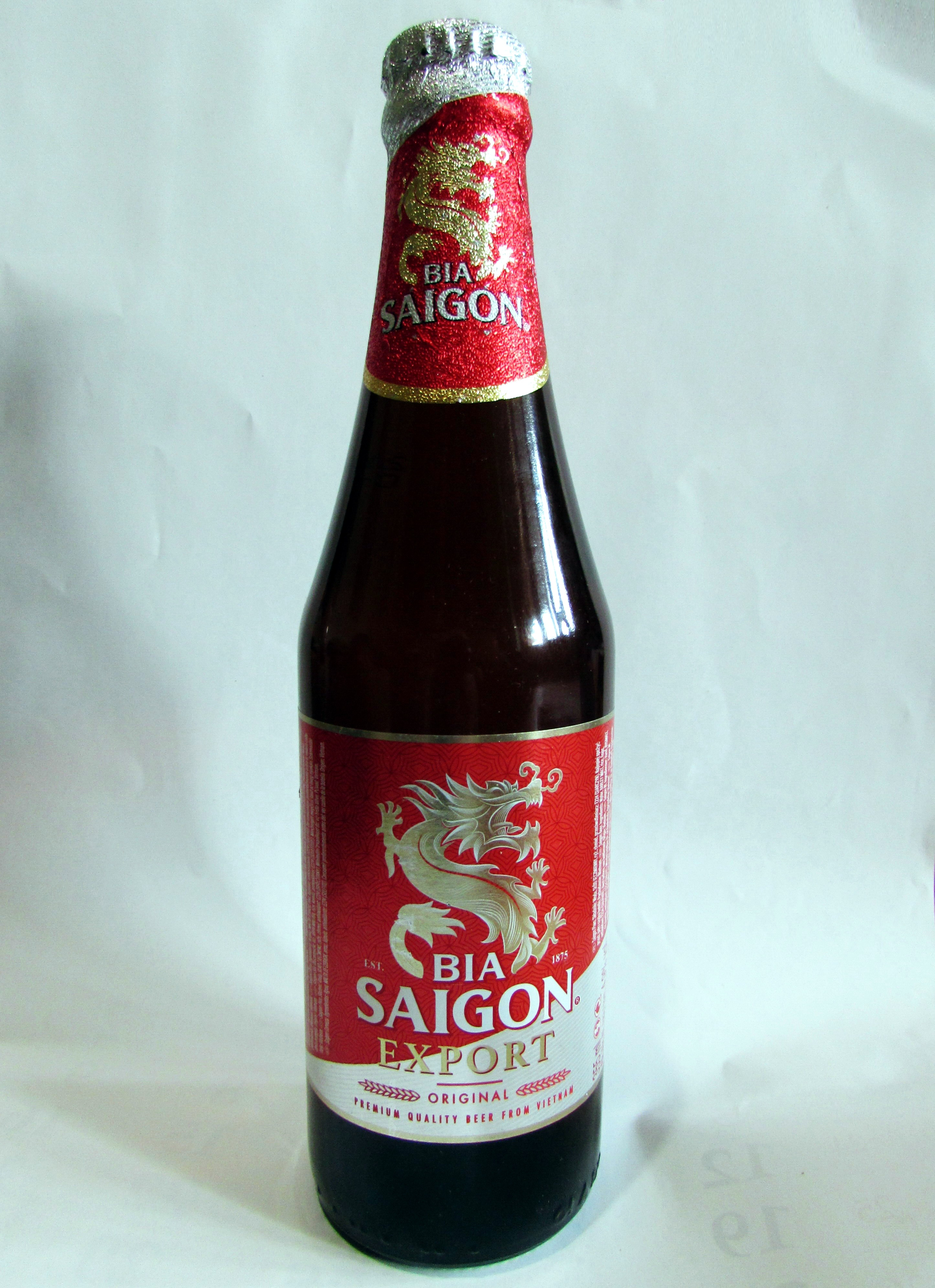
Saigon Export